# Джафаров, Кямал Хагани оглы
Кямал Хагани оглы Джафаров (азерб. Kamal Xaqani oğlu Cəfərov; род. 15 декабря 1989 года, город Баку, Азербайджанская ССР) — государственный и политический деятель. Депутат Милли меджлиса Азербайджанской Республики VI и VII созывов, член комитета по правовой политике и государственному строительству, член комитета по обороне, безопасности и борьбе с коррупцией Милли меджлиса.

## Биография
Родился Кямал Джафаров 15 декабря 1989 году в городе Баку, ныне столица Республики Азербайджан. Завершил обучение в бакалавриате юридического факультета Бакинского государственного университета, а также прошёл обучение в магистратуре по международному налоговому праву в Королевском университете Лондона и по магистерской программе в международной антикоррупционной академии в Вене. По обмену изучил программу “Введение в американскую правовую систему” в Центральном Техасском колледже Соединенных Штатов Америки и магистерскую программу Академии государственного управления при Президенте Азербайджанской Республики по специальности “Государственное и муниципальное управление”.
Владеет английским, французским и русским языками.
С 2012 по 2013 годы работал консультантом и старшим советником в отделе международных отношений Государственного агентства по обслуживанию граждан и социальным инновациям при Президенте Азербайджанской Республики.
С 2013 по 2014 годы проходил военную службу в Вооружённых силах Азербайджана.
С 2014 по 2016 годы работал старшим советником секретариата Комиссии по борьбе с коррупцией и секретарем рабочей группы по совершенствованию законодательства, с 2016 по 2020 годы - секретарь Комиссии по борьбе с коррупцией.
На выборах в Национальное собрание Азербайджана VI созыва, которые прошли в 9 февраля 2020 года, баллотировался по Сабирабадскому 1-му избирательному округу № 63. По итогам выборов одержал победу и получил мандат депутата Милли меджлиса Азербайджанской Республики. С 10 марта 2020 года приступил к депутатским обязанностям. Является членом комитета по правовой политике и государственному строительству, членом комитета по обороне, безопасности и борьбе с коррупцией. 
В 2024 году на парламентских выборах в Азербайджане, которые состоялись 1 сентября, одержал победу в Сабирабад-Ширванском избирательном округе №68. Официально стал депутатом Милли Меджлиса Азербайджана седьмого созыва, первое заседание которого состоялось 23 сентября 2024 года.
Женат.